# 神戸市立塩屋小学校
神戸市立塩屋小学校（こうべしりつ しおやしょうがっこう）は、兵庫県神戸市垂水区塩屋町3丁目に所在する公立小学校。

## 沿革
- 1873年（明治6年）5月 - 専貫小学校として創立。[1]
- 1880年（明治13年）4月 - 鉄臨小学校と改称。
- 1887年（明治20年）4月 - 塩屋簡易小学校と改称。
- 1901年（明治34年）2月 - 現在地に移転。
- 1908年（明治41年）4月 - 垂水尋常高等小学校の分教場となる。
- 1941年（昭和16年）7月1日 - 垂水町が神戸市に編入され、神戸市立塩屋国民学校と改称。
- 1947年（昭和22年）4月1日 - 神戸市立塩屋小学校と改称。
- 1980年（昭和55年）4月1日 - 神戸市立塩屋北小学校を分離。
- 1981年（昭和56年）4月1日 - 神戸市立下畑台小学校を分離。
- 2018年（平成30年） - 子どもの読書活動優秀実践校として文部科学省より表彰[2]。

## 教育方針
学校教育目標
- やさしい心とたくましい体を持ち、生きる力にあふれる子

## 通学区域
神戸市垂水区
- 青山台1丁目(1～7番、9番と10番の一部[4])・2丁目(1～4番・10～12番・17番・18番)・4丁目(1番)・5丁目(1番)、塩屋町1丁目[5]・2 - 5丁目・7 - 9丁目、塩屋町(一井谷、ウエ田、大谷、垣内・獅掛、四反田、東畑、南谷、向井、西山、梅木谷[6])、下畑町[7]、東垂水町高丸[8]、松風台1丁目・2丁目[9]

※卒業後は基本的に神戸市立塩屋中学校に進学する。

## 校区内の主な施設など
- 塩屋谷川
- 旧グッゲンハイム邸

## 交通
- 山陽本線塩屋駅・山陽電気鉄道本線山陽塩屋駅より600m

## 通学区域が隣接している学校
- 神戸市立東垂水小学校
- 神戸市立乙木小学校
- 神戸市立福田小学校
- 神戸市立下畑台小学校
- 神戸市立塩屋北小学校
- 神戸市立西須磨小学校

## 出身者
- 佐川満男（歌手、俳優）